# 勵宗萬

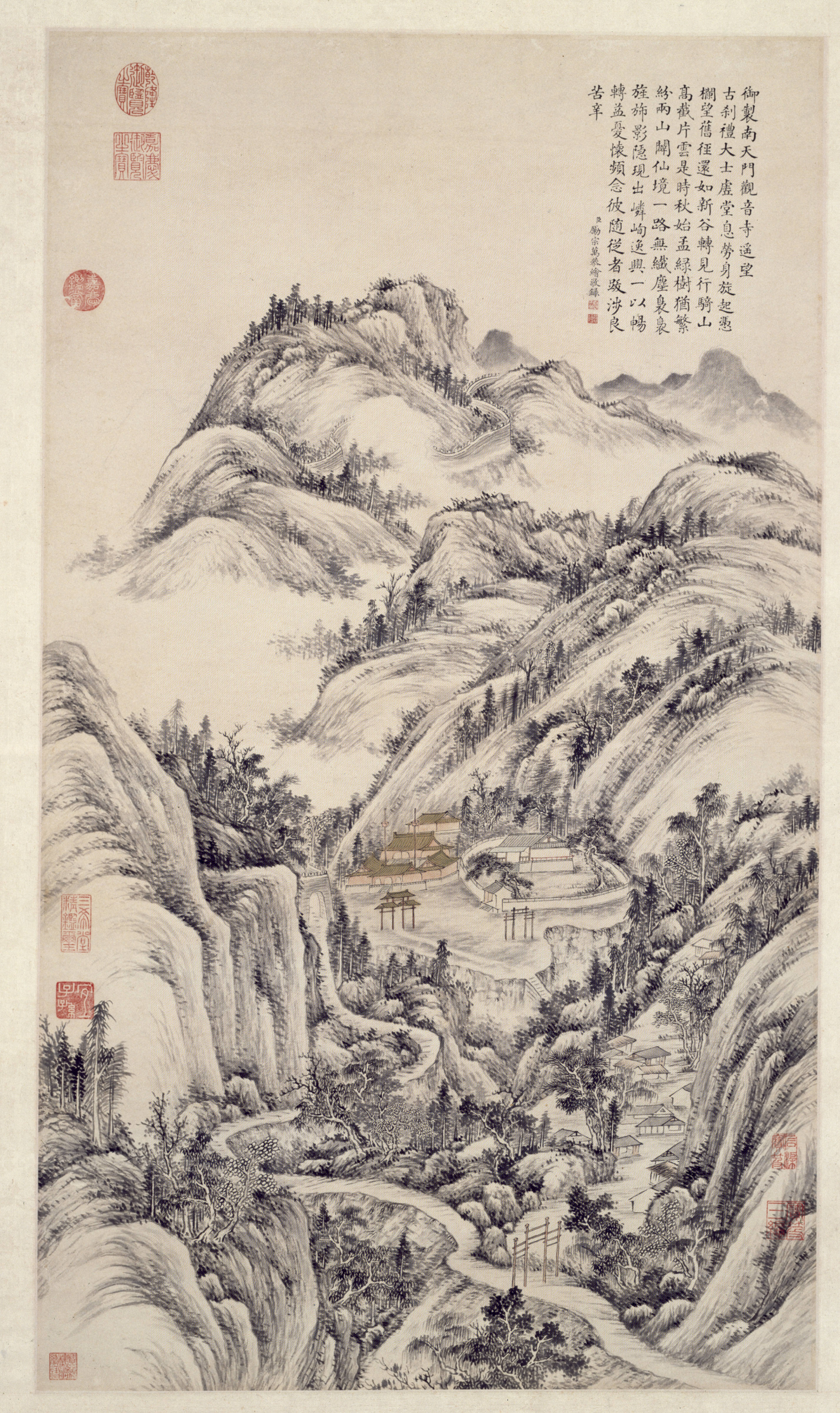
励宗万绘《南天门观音寺图》（北京故宫博物院藏）

勵宗萬（1705年—1759年），字滋大，號衣園，又號竹溪。直隸靜海（今天津靜海）人。祖籍浙江紹興。

勵廷儀之子。康熙六十年（1721年）進士，散館授編修。雍正二年（1724年）入值南書房，充日講起居注官。雍正六年（1728年），遷國子監司業。不久，遷翰林院侍讀。歷官刑部侍郎，乾隆元年（1735年）因事奪官，沉浮多次。以畫供奉內廷，擅畫山水。復官後累迁光禄寺卿。乾隆二十四年（1759年）卒，葬於北五里庄。有子励守谦。